# Holognathus stewarti
Holognathus stewarti là một loài chân đều trong họ Holognathidae. Loài này được Filhol miêu tả khoa học năm 1885.